# Stéphane Martelly
Stéphane Martelly, née le 14 septembre 1974 à Port-au-Prince en Haïti, est une écrivaine, peintre et chercheuse québécoise,. Elle enseigne au  département des Arts, Langues et Littératures de l’Université de Sherbrooke.

## Biographie
Stéphane Martelly est née en 1974 à Port-au-Prince en Haïti. Elle effectue des études universitaires à l’Université Quisqueya à Port-au-Prince en Haïti. Elle publie dès 1999 à Pétion-Ville un livre illustré (par Ralph Pénel Pierre) Couleur de rue. Puis, elle poursuit ses études supérieures à l’Université de Montréal. Elle vit à Montréal depuis 2002,.
En 2002, elle publie un nouveau livre illustré, L'homme aux cheveux de fougère / Nèg-fèy, avec des illustrations de Chevelin Djasmy Pierre et une traduction en créole de Claude Pierre aux Éditions du Soleil de minuit. Elle fait paraitre un premier recueil de poésie en 2004, La boîte noire, suivi de Départ, aux Écrits des Hautes-terres et au Centre International de Documentation et d'Information Haitienne Caribéenne et Afro-canadienne (CIDIHCA), et un second, Inventaires : 2010-2015 aux Éditions Triptyque en 2016.
Elle est l'autrice de deux fables pour enfants avec illustrations de Albin Christen. La maman qui s'absentait, est paru chez Vents d'ailleurs en 2011, et s'est vu attribuer le Prix Michel-Tournier Jeunesse. L'enfant gazelle est paru chez les Éditions du Remue-ménage en 2018. Martelly a également publié deux essais, Le sujet opaque : une lecture de l'oeuvre poétique de Magloire-Saint-Aude chez L' Harmattan en 2011, et Les jeux du dissemblable : folie, marge et féminin en littérature haïtienne contemporaine aux Éditions Nota bene en 2016. Elle dirige la collection Martiales aux Éditions du remue-ménage.
Martelly est aussi peintre. Elle réalise plusieurs expositions, et fait paraitre un livre d'artiste, Folie passée à la chaux vive, en collaboration avec l'écrivaine Christine Jeanney, en 2010. En 2022, elle fait à nouveau paraître un livre d'artiste comprenant deux récits, Comme un trait / Le fil d’or et d’argent, contribuant à cet ouvrage sur  la partie littéraire, en collaboration avec la peintre Claudia Brutus, à l'occasion d'une exposition intitulée Tresser la ligne, au Projet Casa à Montréal, avec un commissariat de Ji-Yoon Han,.
Elle est professeure adjointe au Département des Arts,Langues et Littératures de l’Université Sherbrooke depuis 2019, où par une « approche profondément transdisciplinaire qui fait se confronter théorie, réflexion critique et création, elle poursuit une démarche réflexive sur la littérature haïtienne contemporaine, sur la création, sur les marginalités littéraires ainsi que sur les limites de l’interprétation »,.

## Œuvres

### Poésie
- La boîte noire ; suivi de, Départs, Montpellier, Écrits des Hautes-terres ; Montréal : CIDIHCA, 2004, 91 p.  (ISBN 2-922404-44-7)
- Inventaires : 2010-2015, Montréal, Éditions Triptyque, 2016, 59 p.  (ISBN 9782897410728)

### Fiction
- L'homme aux cheveux de fougère = Nèg-fèy, illustrations de Chevelin Djasmy Pierre, traduction en créole de Claude Pierre, Saint-Damien-de-Brandon, Éditions du Soleil de minuit, 2002, 24 p.  (ISBN 2-922691-14-4)

### Littérature jeunesse
- La maman qui s'absentait, avec Albin Christen, La Roque-d'Anthéron, Vents d'ailleurs, 2011,  (ISBN 978-2-911412-65-3)
- L'enfant gazelle, avec Albin Christen, Montréal, Les Éditions du Remue-ménage, 2018,  (ISBN 9782890916173)

### Livre d'art
- Folie passée à la chaux vive, en collaboration avec Christine Jeanney, 2010, publie.net  (ISBN 978-2-8145-0355-7)
- Comme un trait / Le fil d’or et d’argent en collaboration avec Claudia Brutus, 2022.

### Essais
- Le sujet opaque : une lecture de l'oeuvre poétique de Magloire-Saint-Aude, Paris ; Montréal, L'Harmattan, 2001, 176 p.  (ISBN 2747506479)
- Les jeux du dissemblable : folie, marge et féminin en littérature haïtienne contemporaine, Montréal, Nota bene, 2016, 378 p.  (ISBN 9782895185352)

## Prix et honneurs
- 2011 - Prix Michel-Tournier Jeunesse pour La Maman qui s’absentait [10]